# Zhenyuan (köpinghuvudort i Kina, Shaanxi, lat 34,33, long 108,20)
Zhenyuan (kinesiska: 贞元, 贞元镇) är en köpinghuvudort i Kina. Den ligger i provinsen Shaanxi, i den nordvästra delen av landet, omkring 65 kilometer väster om provinshuvudstaden Xi'an. Antalet invånare är 34 178. Befolkningen består av 16 475 kvinnor och 17 703 män. Barn under 15 år utgör 17,0 %, vuxna 15-64 år 74 %, och äldre över 65 år 7,0 %.
Runt Zhenyuan är det ganska tätbefolkat, med 199 invånare per kvadratkilometer. Närmaste större samhälle är Yangling, 12,6 km sydväst om Zhenyuan. Trakten runt Zhenyuan består till största delen av jordbruksmark.
Genomsnittlig årsnederbörd är 668 millimeter. Den regnigaste månaden är september, med i genomsnitt 143 mm nederbörd, och den torraste är december, med 1 mm nederbörd.